# Diracovo morje
Diracovo morje je podajanje stanj z negativno energijo, ki jih vsebuje vakuum. Diracovo morje delcev in antidelcev je del osnov sodobne kvantne mehanike. Pojem je vpeljal angleški fizik in matematik Paul Adrien Maurice Dirac. Pojem »morja« lahko igra ključno vlogo pri predstavitvi prostorsko-časovnih struktur. Nanj gledajo kot na naslednji korak v razvoju pojmovanja elektromagnetnega polja.